# 筋肉少女帯 復活究極ベスト 大公式
『筋肉少女帯 復活究極ベスト 大公式』（きんにくしょうじょたい ふっかつきゅうきょくベスト だいこうしき）は、筋肉少女帯の2枚組ベストアルバム。

## 概要
筋肉少女帯の10年振りの再始動を記念したベストアルバム。

## メンバー
- 大槻ケンヂ - ボーカル
- 内田雄一郎 - ベース
- 本城聡章 - ギター
- 橘高文彦 - ギター

## 収録曲

### Disc 1
| #         | タイトル                                          | 作詞       | 作曲                             | 編曲                  | 時間  |
| --------- | ------------------------------------------------- | ---------- | -------------------------------- | --------------------- | ----- |
| 1.        | 「サーカスの来た日（Instrumental）」              |            | 橘高文彦                         | 筋肉少女帯/是永巧一   | 0:45  |
| 2.        | 「サンフランシスコ」                              | 大槻ケンヂ | 三柴江戸蔵                       | 筋肉少女帯            | 3:56  |
| 3.        | 「踊るダメ人間」                                  | 大槻ケンヂ | 大槻ケンヂ/内田雄一郎/筋肉少女帯 | 筋肉少女帯            | 4:57  |
| 4.        | 「日本印度化計画」                                | 大槻ケンヂ | 大槻ケンヂ                       | 筋肉少女帯/白井良明   | 3:51  |
| 5.        | 「じーさんはいい塩梅」                            | 大槻ケンヂ | 本城聡章/筋肉少女帯              | 筋肉少女帯/佐久間正英 | 1:28  |
| 6.        | 「マタンゴ」                                      | 大槻ケンヂ | 筋肉少女帯                       | 筋肉少女帯            | 2:54  |
| 7.        | 「詩人オウムの世界」                              | 大槻ケンヂ | 橘高文彦                         | 筋肉少女帯/是永巧一   | 4:08  |
| 8.        | 「元祖高木ブー伝説」                              | 大槻ケンヂ | 大槻ケンヂ                       | 筋肉少女帯            | 3:36  |
| 9.        | 「生きてあげようかな」                            | 大槻ケンヂ | 本城聡章/筋肉少女帯              | 筋肉少女帯            | 5:00  |
| 10.       | 「サボテンとバントライン」                        | 大槻ケンヂ | 大槻ケンヂ                       | 筋肉少女帯            | 4:45  |
| 11.       | 「これでいいのだ」                                | 大槻ケンヂ | 内田雄一郎                       | 筋肉少女帯/是永巧一   | 5:52  |
| 12.       | 「僕の宗教へようこそ ～Welcome to my religion～」 | 大槻ケンヂ | 大槻ケンヂ/筋肉少女帯            | 筋肉少女帯            | 4:44  |
| 13.       | 「キノコパワー」                                  | 大槻ケンヂ | 三柴江戸蔵                       | 筋肉少女帯            | 5:03  |
| 14.       | 「戦え! 何を!? 人生を!」                          | 大槻ケンヂ | 筋肉少女帯                       | 筋肉少女帯            | 5:33  |
| 15.       | 「月とテブクロ」                                  | 大槻ケンヂ | 内田雄一郎                       | 筋肉少女帯/是永巧一   | 7:03  |
| 合計時間: | 合計時間:                                         | 合計時間:  | 合計時間:                        | 合計時間:             | 63:35 |

### Disc 2
| #         | タイトル                               | 作詞                | 作曲                  | 編曲       | 時間  |
| --------- | -------------------------------------- | ------------------- | --------------------- | ---------- | ----- |
| 1.        | 「香菜、頭をよくしてあげよう」         | 大槻ケンヂ          | 本城聡章/筋肉少女帯   | 筋肉少女帯 | 3:31  |
| 2.        | 「小さな恋のメロディ」                 | 大槻ケンヂ          | 橘高文彦/筋肉少女帯   | 筋肉少女帯 | 4:49  |
| 3.        | 「暴いておやりよドルバッキー」         | 大槻ケンヂ          | 本城聡章/筋肉少女帯   | 筋肉少女帯 | 4:33  |
| 4.        | 「バトル野郎〜100万人の兄貴〜」        | 本城聡章/筋肉少女帯 | 本城聡章/筋肉少女帯   | 筋肉少女帯 | 3:34  |
| 5.        | 「おまけの一日」                       | 大槻ケンヂ          |                       | 筋肉少女帯 | 0:43  |
| 6.        | 「くるくる少女」                       | 大槻ケンヂ          | 橘高文彦/筋肉少女帯   | 筋肉少女帯 | 3:17  |
| 7.        | 「機械」                               | 大槻ケンヂ          | 本城聡章/筋肉少女帯   | 筋肉少女帯 | 3:18  |
| 8.        | 「蜘蛛の糸」                           | 大槻ケンヂ          | 大槻ケンヂ/筋肉少女帯 | 筋肉少女帯 | 4:27  |
| 9.        | 「おもちゃやめぐり」                   | 大槻ケンヂ          | 本城聡章/筋肉少女帯   | 筋肉少女帯 | 3:53  |
| 10.       | 「221B戦記」                           | 大槻ケンヂ          | 本城聡章/筋肉少女帯   | 筋肉少女帯 | 6:09  |
| 11.       | 「カーネーション・リインカネーション」 | 大槻ケンヂ          | 本城聡章/筋肉少女帯   | 筋肉少女帯 | 3:36  |
| 12.       | 「再殺部隊」                           | 大槻ケンヂ          | 橘高文彦/筋肉少女帯   | 筋肉少女帯 | 5:22  |
| 13.       | 「トゥルー・ロマンス」                 | 大槻ケンヂ          | 本城聡章/筋肉少女帯   | 筋肉少女帯 | 4:53  |
| 14.       | 「から笑う孤島の鬼」                   | 大槻ケンヂ          | 内田雄一郎            | 筋肉少女帯 | 4:23  |
| 15.       | 「釈迦」                               | 大槻ケンヂ          | 大槻ケンヂ/内田雄一郎 | 筋肉少女帯 | 4:07  |
| 合計時間: | 合計時間:                              | 合計時間:           | 合計時間:             | 合計時間:  | 60:35 |

## 曲解説

### Disc 1
1. サーカスの来た日（Instrumental）
2. サンフランシスコ
  - ベストアルバム『SAN FRANCISCO』でのバージョンが収録されている。
3. 踊るダメ人間
4. 日本印度化計画
5. じーさんはいい塩梅
6. マタンゴ
  - イントロの「フーガ第16番 ト短調」のピアノはカットされている。
7. 詩人オウムの世界
8. 元祖高木ブー伝説
9. 生きてあげようかな
10. サボテンとバントライン
11. これでいいのだ
12. 僕の宗教へようこそ 〜Welcome to my religion〜
13. キノコパワー
14. 戦え!何を!?人生を!
15. 月とテブクロ

### Disc 2
1. 香菜、頭をよくしてあげよう
2. 小さな恋のメロディ
3. 暴いておやりよドルバッキー
4. バトル野郎 〜100万人の兄貴〜
5. おまけの一日
6. くるくる少女
7. 機械
8. 蜘蛛の糸
9. おもちゃやめぐり
10. 221B戦記
11. カーネーション・リインカネーション
12. 再殺部隊
13. トゥルー・ロマンス
14. から笑う孤島の鬼
  - 『仏陀L』に収録されている「孤島の鬼」と同曲だが、インディーズでのバージョンが収録されている。
15. 釈迦 
  - 表記は無いが、シングルバージョンが収録されている。